# 29490 Myslbek
29490 Myslbek (1997 WX) là một tiểu hành tinh vành đai chính được phát hiện ngày 19 tháng 11 năm 1997 bởi P. Pravec ở Ondrejov.